# Tango (Elektroauto)

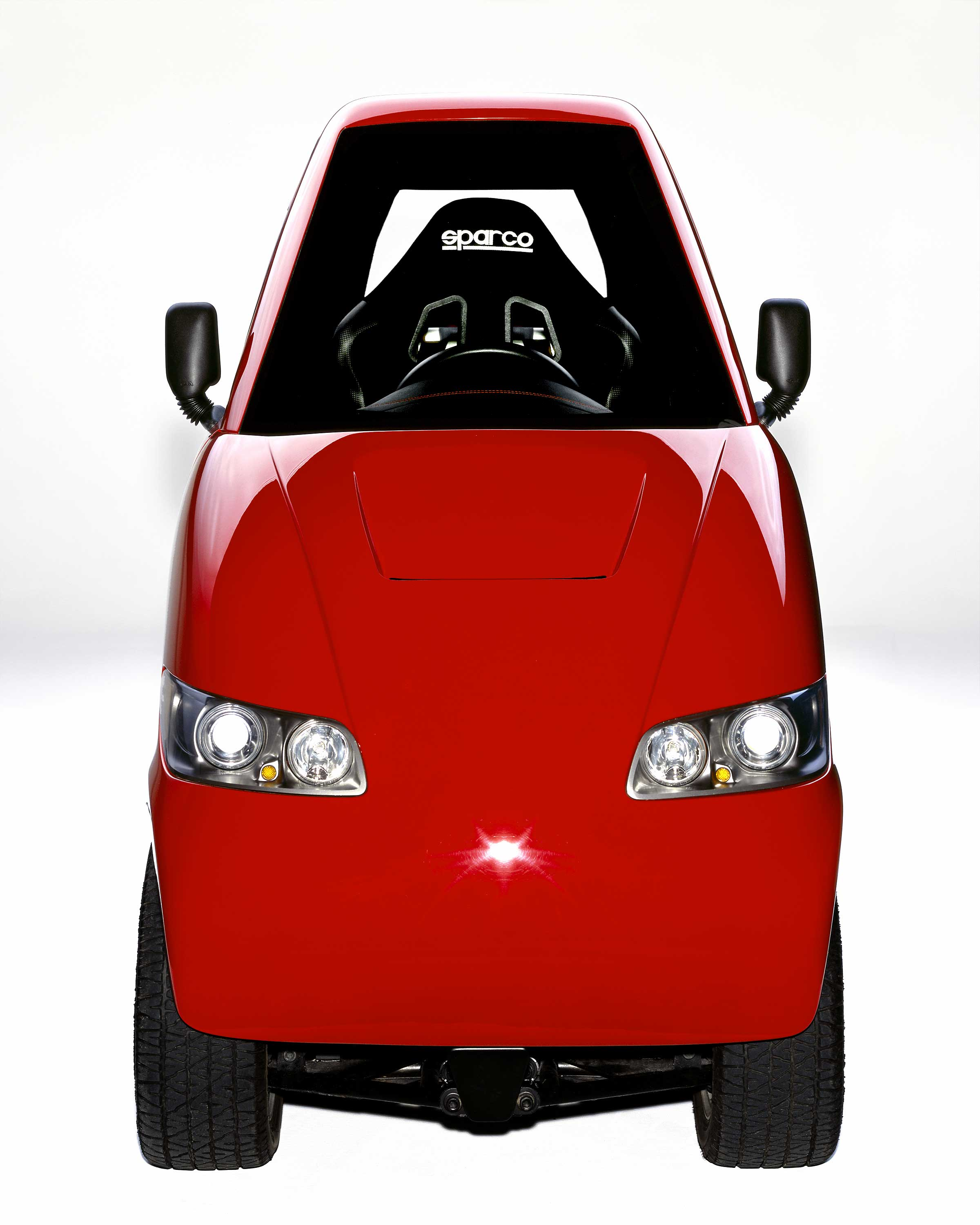
Vorderansicht

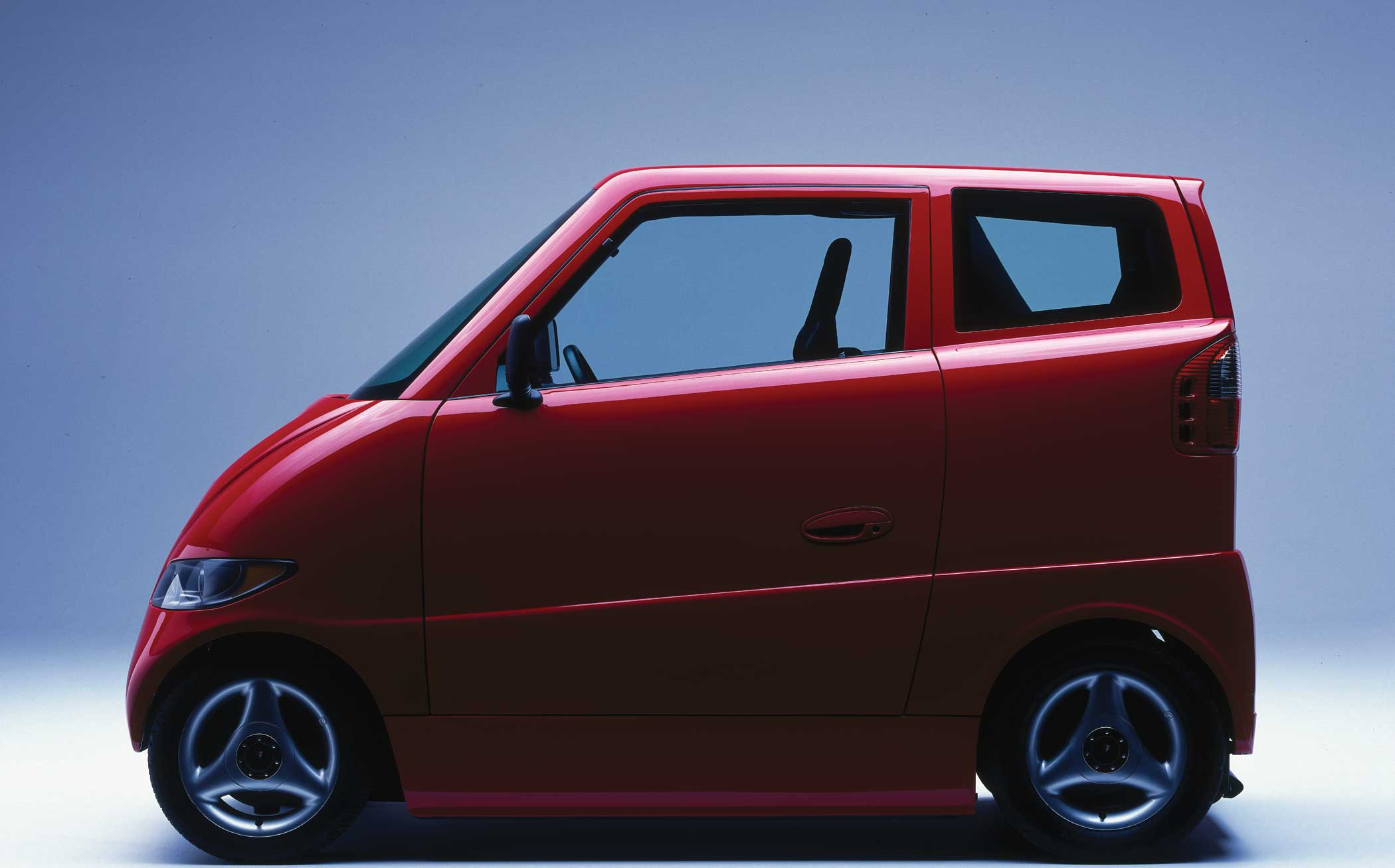
Seitenansicht

Tango ist ein von Commuter Cars Corporation hergestelltes zweisitziges Elektroauto. Die beiden Sitze sind hintereinander angeordnet, sodass das Fahrzeug sehr schmal ist (99 cm). Das Auto wurde auf der Detroit Auto Show im Januar 2010 vorgestellt, bisher wurden erst wenige Exemplare des Tango T600 hergestellt, eines davon für George Clooney.
Die Konstruktion ähnelt einem Leichtfahrzeug, doch die Fahrleistungen des Fahrzeugs sind denen leistungsstarker Sportwagen vergleichbar, unter anderem beschleunigt der Tango in weniger als 4 Sekunden von 0 auf 100 km/h. Das Fahrzeug wiegt inklusive der Akkumulatoren 1575 Kilogramm. Zur Sicherheitsausstattung zählen auch ein Überrollkäfig, wie er im Motorsport Verwendung findet. Das Fahrzeug kostet 108.000 Dollar.
Laut Hersteller dauert eine Akkuladung 3 Stunden und 80 Prozent können in rund 10 Minuten geladen werden. Die Reichweite liegt dabei zwischen 65 und 320 km je nach Fahrweise.